# 31416 Peteworden
31416 Peteworden este un asteroid din centura principală de asteroizi.

## Descriere
31416 Peteworden este un asteroid din centura principală de asteroizi. A fost descoperit pe 15 ianuarie 1999 la Caussols în cadrul programului ODAS. Asteroidul prezintă o orbită caracterizată de o semiaxă mare de 2,43 ua, o excentricitate de 0,14 și o înclinație de 3,2° în raport cu ecliptica.